# Winston Lord

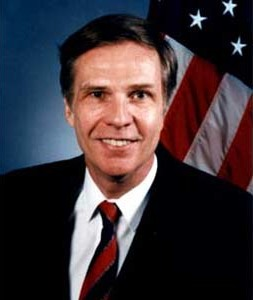
Winston Lord

Winston Lord (* 14. August 1937 in New York City) ist ein US-amerikanischer Regierungsbeamter und Diplomat. Er war Präsident des Council on Foreign Relations (dt. „Rat für auswärtige Beziehungen“) in den Jahren 1977 bis 1985.
Lord war 1972 eine Schlüsselfigur in der Wiedereinsetzung der Beziehungen der USA zur Volksrepublik China. Von 1969 bis 1973 war er Mitglied des Nationalen Sicherheitsrates im Planungs-Komitee. Er war Berater des Nationalen Sicherheitsberaters Henry Kissinger, den er auf seiner Reise nach Peking im Jahre 1971 begleitete. Im folgenden Jahr war er Mitglied der US-Delegation bei Präsident Nixons Reise nach China. Lord wurde später (1973–1977) Director of Policy Planning und Top-Berater des US-Außenministeriums in Angelegenheiten, die China betreffen, US-Botschafter in China (1985–1989) und Staatssekretär (Assistant Secretary of State for East Asian and Pacific Affairs) in der ersten Amtszeit des US-Präsidenten Bill Clinton.

## Biografie
Lord ist der zweite von drei Söhnen von Oswald Bates Lord (1903–1986) und dessen Frau Mary Stinson Pillsbury (1904–1978), einer Enkelin von Charles Stinson Pillsbury, dem Gründer der Pillsbury Company. Die Eltern hatten 1929 in Minneapolis geheiratet. Sein älterer Bruder Richard starb 1935 im Alter von drei Monaten. Sein jüngerer Bruder ist Charles Pillsbury Lord. Seine Mutter war von 1958 bis 1960 Delegierte bei der Generalversammlung der Vereinten Nationen und von 1953 bis 1961 Vertreterin der UN-Menschenrechtskommission (UN Human Rights Commission). Sie wurde zudem mit dem Freedom Award des International Rescue Committee ausgezeichnet. 1935 überlebte Mary Pillsbury Lord mit ihrer Schwester den Untergang des amerikanischen Passagierdampfers Mohawk, bei dem 47 Menschen ums Leben kamen.
Winston Lord ist seit 1963 mit der sino-amerikanischen Autorin und Menschenrechtsaktivistin Bette Bao Lord verheiratet und hat einen Sohn und eine Tochter. Er schloss sein Studium an der Yale University im Jahr 1959 erfolgreich ab (magna cum laude) und wurde zu dieser Zeit auch in die Yale-Studentenverbindung Skull & Bones aufgenommen. Er erhielt den Master-of-Arts-Titel an der Fletcher School of Law and Diplomacy 1960. Außerdem bekam er von den Universitäten Williams College, Tufts University, Dominican College und Bryant College jeweils einen Ehrendoktor verliehen.

## Schriften
Kissinger über Kissinger: Kluge Sätze zur Weltpolitik (mit Vorwort von Henry Kissinger). Ecowin, Salzburg 2019, ISBN 978-3-711-00250-1